# Intendencia del Casanare
La intendencia del Casanare fue una antigua entidad territorial de Colombia que correspondía a la totalidad del hoy departamento del Casanare, ubicado al centro-oriente del país. La entidad fue creada por decreto n.º 19 de 1973, segregándola del territorio del departamento de Boyacá. Finalmente el 4 de julio de 1991 se erigió al Casanare en departamento, junto con las demás comisarías e intendencias de Colombia.
El área que conformaba la intendencia perteneció alguna vez a la provincia de Casanare, que durante la época federal colombiana pasó a denominarse territorio de Casanare bajo administración del Estado Soberano de Boyacá.